# Ausgestoßen
Ausgestoßen ist ein britischer Film noir aus dem Jahr 1947. Er basiert auf dem Roman Der Terrorist (Odd Man Out) von F. L. Green, der zusammen mit R. C. Sherriff auch das Drehbuch schrieb.

## Handlung
Der Film spielt in Nordirland. Johnny McQueen ist ein IRA-Kämpfer. Er und seine Kameraden planen den Überfall auf eine Fabrik. So soll Geld für den Kampf gegen die britische Besatzung beschafft werden. Johnny versteckt sich bei Kathleen Sullivan und ihrer Mutter. Bei dem Überfall erschießt Johnny einen Mann, der ihn festhalten wollte, und wird selbst schwer durch  Schulterschuss verwundet. Es gelingt ihm nicht mehr, in den Fluchtwagen einzusteigen, er fällt aus dem Auto auf die Straße und seine Kameraden lassen ihn zurück. Johnny muss vor der britischen Polizei fliehen. Zunächst versteckt er sich einem Luftschutzkeller. Es beginnt eine Menschenjagd auf Johnny, die ihn quer durch Belfast treibt. Zwei seiner Komplizen werden nach einer Denunziation gestellt und erschossen, einer, der Johnny im Bunker findet und ihn durch ein Ablenkungsmanöver vor der Polizei schützen will, wird verhaftet. Unbeteiligte bemerken ihn, wollen aber aus Furcht vor dem Untergrund und der Polizei nicht in die Sache hereingezogen werden. Der erschöpfte Johnny wird schließlich von Kathleen im nächtlichen Schneetreiben aufgefunden. Sie hat zuvor Rat bei einem Priester gesucht und eine Flucht per Schiff arrangiert. Als beide am Hafen ankommen, werden sie von Polizisten eingekreist. Kathleen erkennt die Aussichtslosigkeit ihrer Lage und schießt auf die Polizisten. Im Kugelhagel der Polizei stirbt das Paar.

## Hintergrund
Der Regisseur Roman Polański hat Ausgestoßen mehrfach als seinen Lieblingsfilm bezeichnet.

## Kritiken
„Die kluge dramaturgische Konzeption des Films wird durch die hervorragende Fotografie und einen überzeugenden Hauptdarsteller dicht und packend umgesetzt.“

## Auszeichnungen
Der Film nahm am Wettbewerb der Internationalen Filmfestspiele von Venedig 1947 teil, ging bei der Preisvergabe jedoch leer aus. 1948 erhielt er eine Oscarnominierung für den besten Schnitt und wurde im gleichen Jahr mit dem erstmals vergebenen British Film Academy Award als bester britischer Film des Jahres ausgezeichnet.

## Soundtrack
- William Alwyn: Odd Man Out. Suite. Auf: The Film Music of William Alwyn. Chandos, Colchester 2000, Tonträger-Nr. CHAN 9243 – digitale Neueinspielung von Auszügen der Filmmusik durch das London Symphony Orchestra unter der Leitung von Richard Hickox